# Dalma
A Dalma magyar eredetű női név, Vörösmarty Mihály alkotta eredetileg férfinévnek a  Zalán futása című hőskölteményben, talán a nyelvjárási dalma szóból, melynek jelentése: kedves, varázslatos. Petőfi Sándor is innen vette át mint álnevet. Női névként először Vajda Péter költő alkalmazta 1839-ben, majd később Jókai Mór.

## Gyakorisága
Az újszülötteknek adott nevek körében az 1990-es években gyakori név volt. A 2000-es években a 66-99., a 2010-es években a 74-95. helyen szerepelt a 100 leggyakrabban adott női név között.
A teljes népességre vonatkozóan a Dalma sem a 2000-es, sem a 2010-es években nem szerepelt a 100 leggyakrabban viselt női név között.

## Névnapok
május 7., május 12., július 12., december 5.

## Híres Dalmák
- Benedek Dalma kajakozó
- Iványi Dalma kosárlabdázó
- Kovács Dalma erdélyi énekesnő
- Mádl Dalma, Mádl Ferenc köztársasági elnök felesége
- Orosz Dalma, a MaHaRt első női tengerésze
- Sebestyén Dalma úszó
- Smaltig Dalma, a Feleségek luxuskivitelben című műsor szereplője
- Tenki Dalma színésznő